# 제주시 (1958년 선거구)
제주시는 대한민국의 옛 국회의원 선거구이다. 당시 제주도 제주시 지역을 관할했다.

## 역사
1955년 9월, 북제주군 제주읍이 제주시로 승격되었다. 이에 제4대 국회의원 선거를 앞두고 제주시 전 지역을 관할하는 선거구로 신설되었다.
제6대 국회의원 선거를 앞두고 북제주군 선거구와 통합되어 제주시·북제주군 선거구를 이루게 됨에 따라 폐지되었다.

## 역대 국회의원
| 선거   | 정당 | 정당   | 의원   |
| ------ | ---- | ------ | ------ |
| 1958년 |      | 민주당 | 고담룡 |
| 1960년 |      | 민주당 | 고담룡 |

## 역대 선거 결과

### 대한민국 제4대 국회의원 선거
|  | 42.21% |

|  | 39.38% |

|  | 11.65% |

|  | 6.74% |

### 대한민국 제5대 국회의원 선거
|  | 28.79% |

|  | 25.98% |

|  | 24.39% |

|  | 15.38% |

|  | 3.34% |

|  | 2.09% |

## 같이 보기
- 제주시의 국회의원